# Lycosa pictipes
Lycosa pictipes là một loài nhện trong họ Lycosidae.
Loài này thuộc chi Lycosa. Lycosa pictipes được Eugen von Keyserling miêu tả năm 1891.